# برگ‌خوار
در زیست‌شناسی برگ‌خوار به موجودات زنده گیاه‌خواری که از برگ درختان تغذیه می‌کنند گفته می‌شود. برگ‌های قدیمی حاوی میزان بالایی سلولز سخت هضم با انرژی کم و اغلب دارای ترکیبات سمی هستند. به همین دلیل حیوانات برگ‌خوار از باکتری‌های همزی در معده خود برای هضم این ماده استفاده می‌کنند. البته مشاهدات نشان می‌دهد که حیوانات بیشتر برگ‌های نورس که دارای میزان بالاتری از پروتئین و فیبر و همچنین میزان کمتری از سموم هستند را استفاده می‌کنند.

## پرنده‌های برگ‌خوار

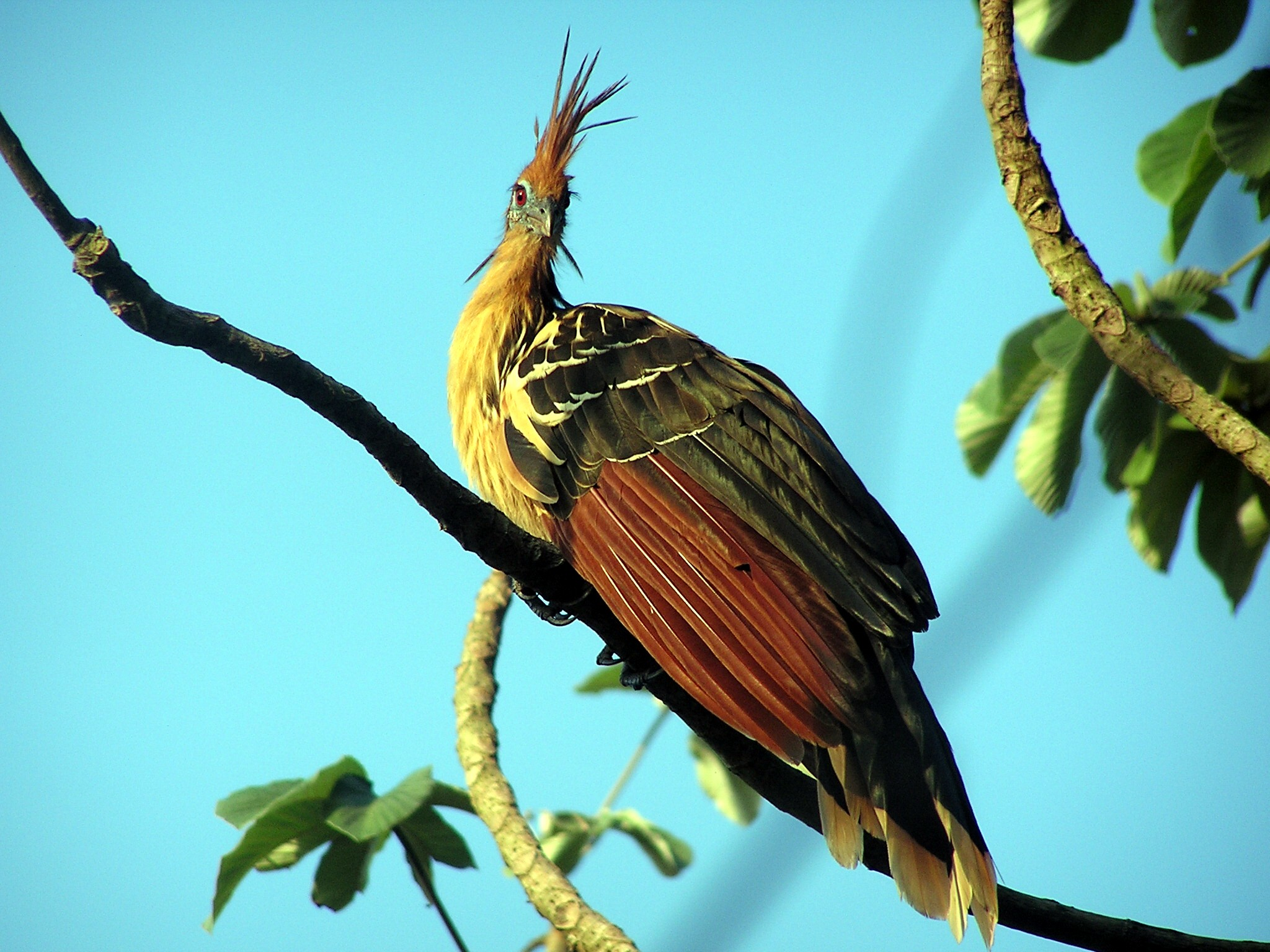
یک پرنده

مشاهدات نشان می‌دهد که پرندگان به دلیل میزان پایین انرژی و هضم سخت کمتر از برگ‌ها تغذیه می‌کنند ولی در این میان چند استثنا نیز وجود دارد.